# Pierre Legros den äldre

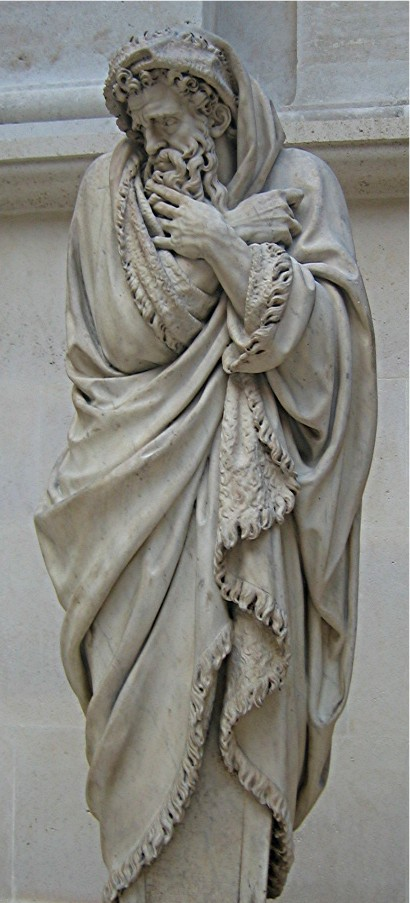
Vinter, tillskriven Pierre Legros den äldre (Louvren).

Pierre Legros den äldre, född 27 maj 1629 i Chartres, död 11 maj 1714 i Paris, var en fransk skulptör under barocken. Han var far till Pierre Legros den yngre.
Legros var Charles Le Bruns medhjälpare vid utsmyckningen av slottet i Versailles.